# Chasarocuma knipowitchi
Chasarocuma knipowitchi är en kräftdjursart som beskrevs av Alexander Nikolaevich Derzhavin 1912. Chasarocuma knipowitchi ingår i släktet Chasarocuma och familjen Pseudocumatidae. Inga underarter finns listade i Catalogue of Life.